# Chrzanów Drugi
Chrzanów Drugi – część wsi Chrzanów w Polsce, położona w województwie lubelskim, w powiecie janowskim, w gminie Chrzanów.
Stanowi południowo-zachodnią część wsi Chrzanów, a zarazem (wraz z Chrzanowem Pierwszym) część zniesionej wsi Chrzanów Szlachecki. Po II wojnie światowej stanowił odrębną gromadę o nazwie Chrzanów cz. II w gminie Chrzanów.
W latach 1954–1972 w gromadzie Chrzanów, od 1973 ponownie w gminie Chrzanów, gdzie początkowo stanowił odrębne sołectwo o nazwie Chrzanów Drugi; оbecnie wchodzi w skład sołectwa Chrzanów.
W latach 1977–1982 przejściowo w gminie Dzwola w związku ze zniesieniem gminy Chrzanów. W latach 1975−1998 miejscowość administracyjnie należała do województwa tarnobrzeskiego.